# Santa Maria delle Grazie-templom (Sinigallia)
A Santa Maria delle Grazie-templom kolostorral egybeépítve Olaszország Senigallia városában, Ancona megyében található.

## Története és leírása
A vallási komplexumot Giovanni della Rovere emeltette a Senigalliától két kilométerre fekvő dombon, hálából a Kegyelmes Szűzanyának és Assisi Szent Ferencnek, hogy 1490. március 20-án, Gyümölcsoltó Boldogasszony ünnepén fiúutóddal (Francesco Maria della Rovere), ajándékozták meg.
Egy évvel Francesco születése után Baccio Pontelli elkezdte a kolostor építését, de a munkálatok csak 1684-ben fejeződtek be, jóllehet a ferencesek már 1492-ben használatba vették. Az eredeti tervekben még két nagy kerengő szerepelt, amiből azután csak a nagyobbik valósult meg 28 boltívvel. Ezt 1598-ban a novarai Petrus Franciscus Renulfus freskói, Szent Ferenc életéből vett és csodatételeiről szóló jeleneteivel díszítette.
A templom apszisában csodálhatjuk meg Perugino A Szűz a trónon és a Szentek című táblaképét. Beljebb, a Senigalliai Madonna című festmény (ma a Marchei Nemzeti Galériában látható) egykori helyén, 1501-ben temették el az alapító Giovanni della Roverét, amint azt a padlóba süllyesztett epitáfium mutatja.
A kolostor ad otthont manapság a Közép-adriai Történeti Múzeum egy részének.

## Fordítás
- Ez a szócikk részben vagy egészben  a   Chiesa di Santa Maria delle Grazie (Senigallia) című olasz Wikipédia-szócikk ezen változatának fordításán alapul.  Az eredeti cikk szerkesztőit annak laptörténete sorolja fel. Ez a jelzés csupán a megfogalmazás eredetét és a szerzői jogokat jelzi, nem szolgál a cikkben szereplő információk forrásmegjelöléseként.